# Tolbooth (Lochmaben)

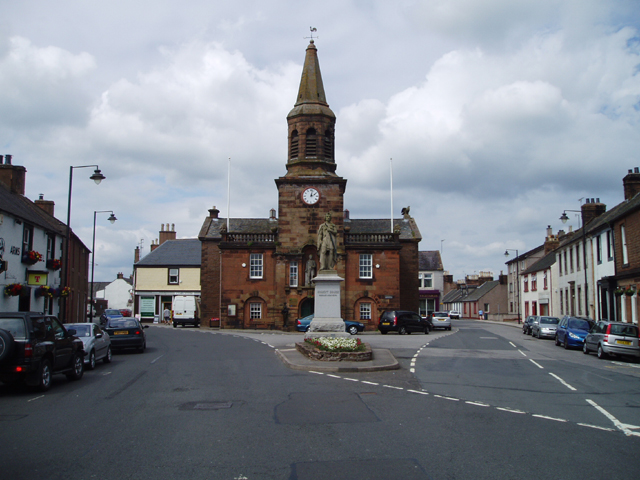
Tolbooth von Lochmaben

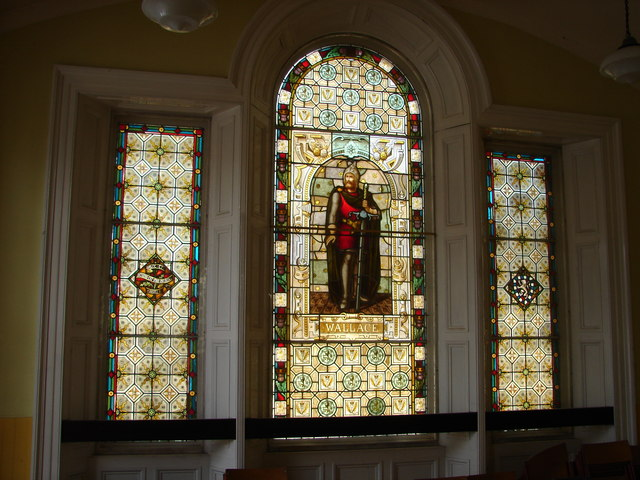
Detailansicht eines venezianischen Fensters

Die ehemalige Tolbooth von Lochmaben befindet sich im Zentrum der schottischen Kleinstadt Lochmaben in der Council Area Dumfries and Galloway. 1971 wurde das Bauwerk in die schottischen Denkmallisten in der höchsten Denkmalkategorie A aufgenommen.

## Beschreibung
Die Tolbooth liegt am Kopf der High Street (A709) im Zentrum von Lochmaben. Das Gebäude wurde 1723 fertiggestellt. Ursprünglich schloss es mit einer Kuppel, die 1741 zugunsten des heutigen Glockenturms abgebrochen wurde. 1867 wurde die Tolbooth nach einem Entwurf von David Bryce überarbeitet.
Das aus rotem Sandstein bestehende Mauerwerk ist am Sockel entlang der südexponierten Frontseite rustiziert. Diese ist drei Achsen weit und wird durch den mittigen Glockenturm dominiert, der mit einem oktogonalen Helm schließt. Oberhalb des Rundbogenportals am Fuß ist ein venezianisches Fenster eingelassen, dessen Mittelfenster als Nische mit Statue gearbeitet ist. Beiderseits des Portals sind längliche Sprossenfenster durch Rundbögen eingefasst. Die Fassade schließt mit einer steinernen Balustrade mit Löwenskulpturen.
Weitere venezianische Fenster finden sich an den beiden Seitenfassaden. Ihre Bleiglasfenster zeigen Darstellungen von Robert the Bruce beziehungsweise William Wallace. Das Gebäude schließt mit einem schiefergedeckten Satteldach, das an den Giebeln mit Adlerskulpturen bestanden ist.